# HMS Sutherland (F81)
Za druge ladje z istim imenom glej HMS Sutherland.
HMS Sutherland (F81) je fregata razreda type 23 kraljeve vojne mornarice.